# Polityka makroekonomiczna
Polityka makroekonomiczna – oddziaływanie państwa na przebieg procesów gospodarczych w skali całej gospodarki narodowej. Jej celem jest najczęściej maksymalizacja wzrostu gospodarczego przy jak najniższej inflacji i bezrobociu.
Może być klasyfikowana według teorii lub doktryn ekonomicznych, na których oparta jest dana polityka gospodarcza, wówczas można wyróżnić:
- politykę liberalną,
- politykę antyliberalną.

Podział ze względu na wytyczane cele:
- polityka systemowa
- polityka strukturalna
- polityka redystrybucyjna
- polityka stabilizacyjna

Kryterium instrumentów, na których jest oparta:
- polityka cenowa
- polityka płacowa
- polityka stopy procentowej
- polityka podatkowa
- polityka kursu walutowego
- polityka celna